# Robinsonia mossi
Robinsonia mossi là một loài bướm đêm thuộc phân họ Arctiinae, họ Erebidae.